# Bernardo Bonavía
Bernardo Bonavía (1745-Buenos Aires, 29 de mayo de 1819), fue un marino español nacido en la península que sirvió en la Real Armada, se desempeñó como gobernador de las Islas Malvinas y tras la Revolución de Mayo de 1810 adhirió al movimiento juntista de Buenos Aires y a las Provincias Unidas del Río de la Plata en la lucha por su emancipación.

## Biografía
Bernardo Bonavía y Henríquez nació en Castilla, España, en 1745. A los 15 años entró al servicio de Rey como paje, para el aprendizaje de la carrera naval.
En 1769 revistó en el Regimiento de la Reina, que fue disuelto el 24 de octubre de ese mismo año por amotinarse. Sirvió luego como instructor de cadetes y profesor de matemáticas, y fue ascendido a capitán en 1776.
Destinado al Río de la Plata con el grado de capitán de fragata estuvo al mando del bergantín de guerra Nuestra Señora del Carmen, con el cual partió a hacerse cargo del gobierno de las Islas Malvinas en 1802 en reemplazo de Ramón Fernández de Villegas. En 1803 fue reemplazado por Antonio Leal de Ibarra, pero se hizo cargo nuevamente del puesto durante los períodos 1804-1805 y 1806-1809, cuando fue reemplazado por Gerardo Bordas.
Ya de regreso fue asignado al Apostadero de Montevideo como Comandante de Matrículas. Al producirse la Revolución de Mayo de 1810, se le adeudaban aún los sueldos acumulados durante su gobierno en las Malvinas. En 1811 se negó a reprimir el movimiento patriota de Prudencio Murguiondo y Juan Balbín González Vallejo, por lo que fue separado de su cargo, detenido, remitido preso a España y condenado a muerte, pero a consecuencias de la invasión napoleónica pudo escapar y refugiarse en la ciudad de Buenos Aires.
El 23 de enero de 1813 el gobierno de las Provincias Unidas del Río de la Plata lo designó comandante del fuerte de la Ensenada de Barragán en reemplazo del capitán Marina Manuel de Salas, cargo desde el cual dio un importante apoyo a las operaciones de la campaña Naval de 1814 al mando de Guillermo Brown.
Ascendido a teniente coronel, tras la caída de Montevideo en junio de 1814, el 8 de agosto fue designado a cargo de la Capitanía de ese puerto (capitán de puerto y comandante de Matrículas), cargo que asumió el 14 de septiembre.
Abandonada la plaza, el 22 de diciembre de 1815 fue designado subdelegado de Marina en el puerto de Las Conchas. El 14 de enero de 1817 se lo nombró Comandante de la guardia del Riachuelo y en 1818 fue nuevamente puesto al frente de Ensenada.
Falleció en Buenos Aires el 29 de mayo de 1819. El Museo de Luján exhibe un retrato de Bonavía, ostentando en su uniforme la cruz de la Orden de Calatrava, de la que fue caballero.
Estaba casado con la porteña Cipriana Obes Álvarez, con quien tuvo al menos dos hijas, Cipriana Bonavía Obes e Ignacia Bonavía Obes. Al cuidado de su viuda quedó a partir de 1820 el médico, guerrero de la independencia y de la guerra del Brasil y decano de la medicina en el Uruguay Fermín Ferreira.

## Galería

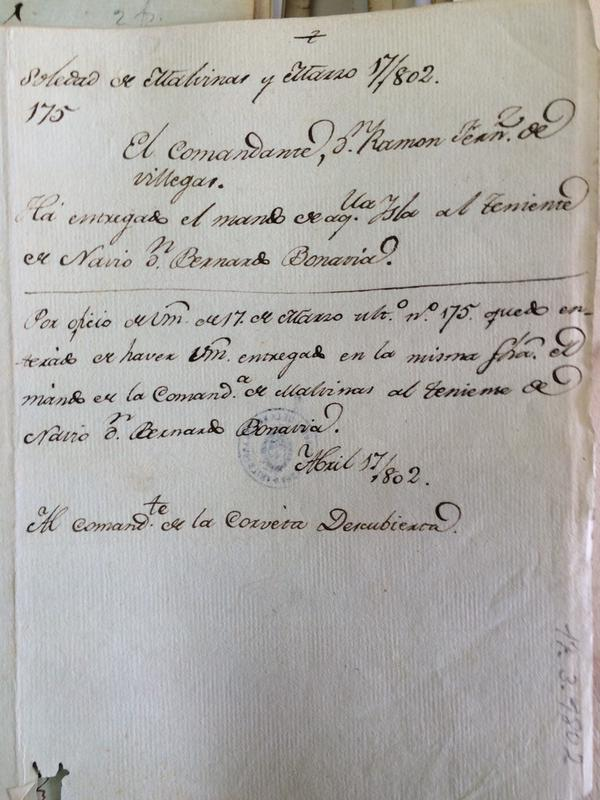
Informes del gobernador español entrante (Bernardo Bonavía) y saliente (Ramón Fernández de Villegas) de Malvinas al Virrey del Río de la Plata (Joaquín del Pino) indicándole cumplimiento de su orden en 1802.
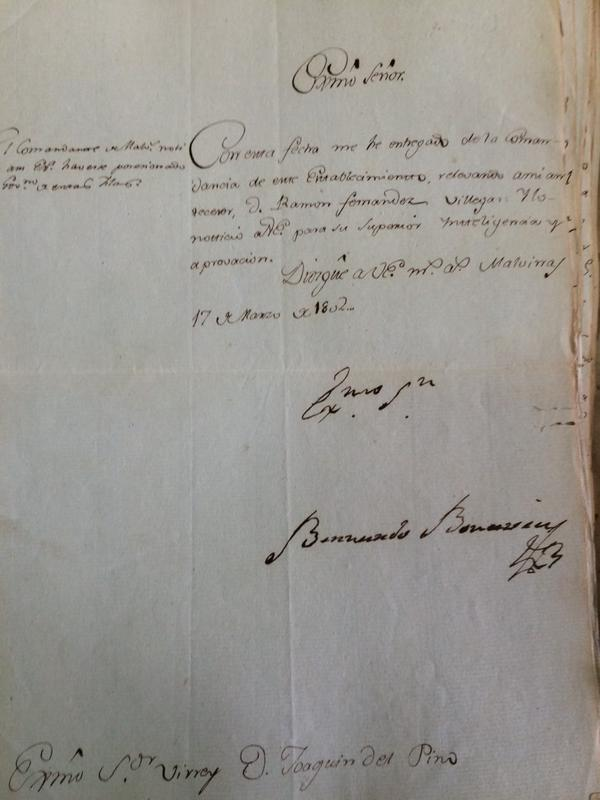
Ídem.
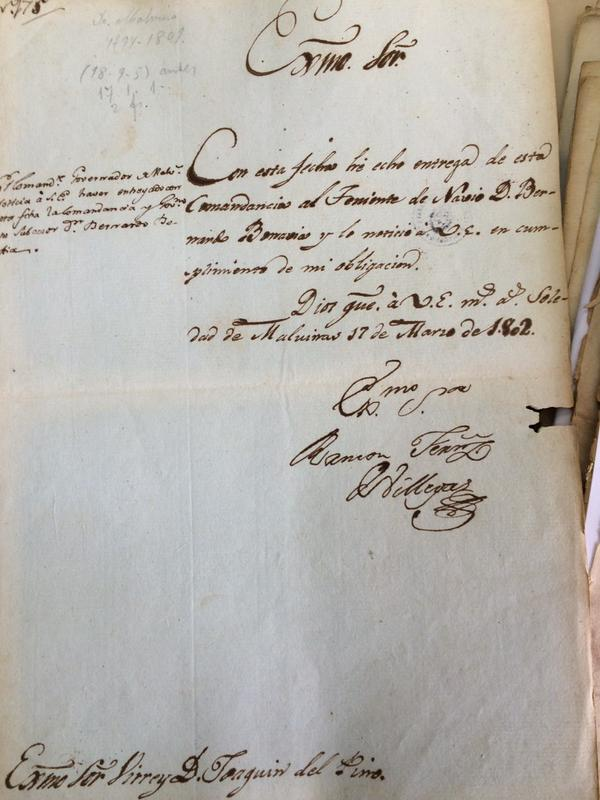
Ídem.
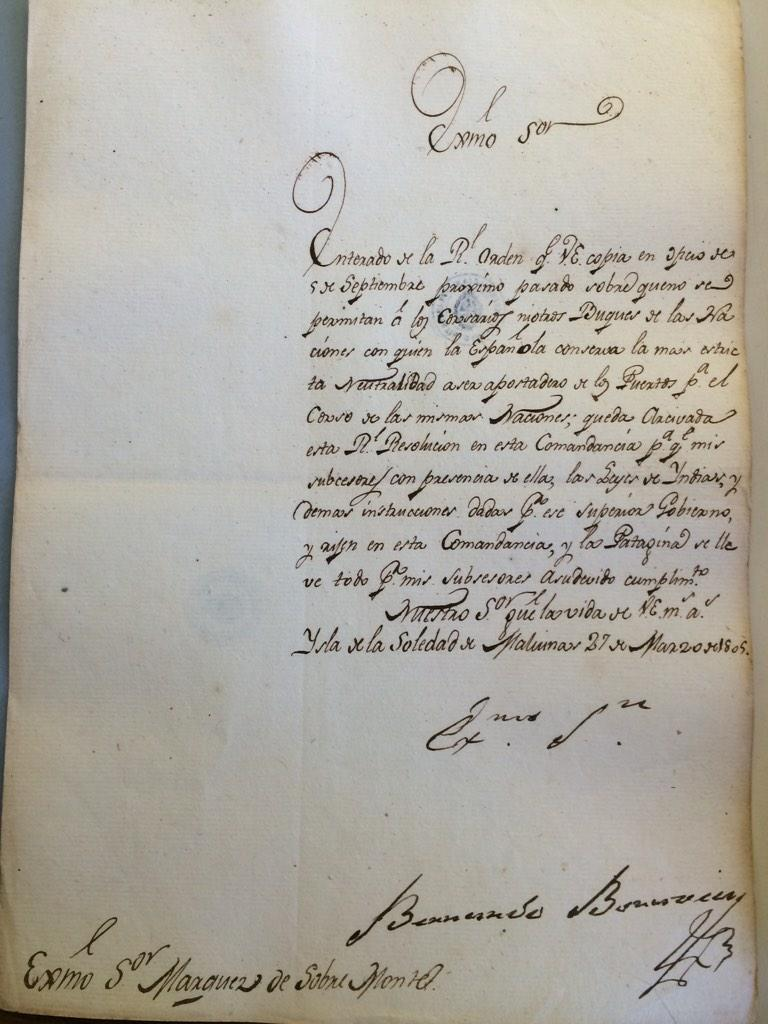
Carta de Bonavía a Rafael de Sobremonte tomando nota de la orden de no permitir desembarco de ninguna nación neutral en las islas Malvinas en 1805.

## Nomenclátor de Montevideo
Una calle en la localidad de Pajas Blancas, en el departamento de Montevideo, Uruguay, recuerda su nombre.